# Anoploderomorpha tenebraria
Anoploderomorpha tenebraria är en skalbaggsart som beskrevs av Holzschuh 1995. Anoploderomorpha tenebraria ingår i släktet Anoploderomorpha och familjen långhorningar. Inga underarter finns listade i Catalogue of Life.